# Thomas Davy
Thomas Davy (Parijs, 1 mei 1968) is een voormalig Frans wielrenner. Hij werd prof in 1992 en beëindigde zijn wielercarrière vijf jaar later in 1997. Hij behaalde twee overwinningen, waarvan zijn eindzege in de Ronde van de Toekomst de belangrijkste is.

## Overwinningen
1991
- Frans kampioen bij de amateurs

1992
- 12e etappe Ronde van de Toekomst

1993
- Eindklassement Ronde van de Toekomst

1994
- 4e etappe b Ronde van de Sarthe

## Resultaten in voornaamste wedstrijden
| Jaar | Ronde van Italië | Ronde van Frankrijk | Ronde van Spanje |
| ---- | ---------------- | ------------------- | ---------------- |
| 1992 | 73e              |                     |                  |
| 1993 |                  |                     |                  |
| 1994 | 40e              | 21e                 |                  |
| 1995 | 33e              | 80e                 |                  |

| Jaar | Luik-Bast.‑Luik | Parijs-Tours | Waalse Pijl |
| ---- | --------------- | ------------ | ----------- |
| 1992 |                 |              |             |
| 1993 |                 | 51e          |             |
| 1994 |                 |              |             |
| 1995 | 70e             |              | 83e         |